# Нисифоров, Геннадий Александрович
Геннадий Александрович Нисифоров (24 мая 1952, село Бибиково Никифоровского района, Тамбовская область — 9 января 2012, Москва) — начальник инспекторского управления Генпрокуратуры РФ; генерал-лейтенант юстиции, активный участник первой чеченской войны, государственный советник юстиции 2-го класса, «Почетный работник прокуратуры Российской Федерации», награжден орденом Мужества, медалью «За отвагу», и дважды — именным оружием. Ключевой участник «игорного дела прокуроров»; погиб при переходе улицы.

## Биография
В 1973 году окончил Харьковское гвардейске училище и до середины 90-х работал в органах госбезопасности. В середине 90-х служил в управлении физической защиты Федеральной службы налоговой полиции. В 1995 году — во время первой чеченской войны — воевал в Чечне, где непосредственно участвовал в боевых действиях: в частности, в освобождении из плена полковника ФСНП Николая Иванова и в предотвращении захвата заложников в пригороде Грозного; получил медаль «За отвагу».
C ноября 1999 года работал в Министерстве юстиции, где занял пост сначала заместителя, а затем начальника управления собственной безопасности. С 2006 года — заместитель начальника Главного управления кадров — начальник инспекторского управления Генеральной прокуратуры Российской Федерации. В сентябре 2010 года вошел в состав аттестационной комиссии Генпрокуратуры по соблюдению требований к служебному поведению прокурорских работников.

### Известность
По сообщению «Новой газеты» Геннадий Нисифоров стал известен в 2001 году, когда, будучи начальником УСБ Минюста, проводил служебную проверку по факту убийства начальника управления юстиции администрации Московской области Юрия Власова и его водителя Дмитрия Груздева. Позже выяснилось, убийцы и их жертвы накануне посещали гей-клуб, а затем в квартире произошла драка, переросшая в поножовщину.
В 2011 году прославился участием в сексуальном скандале и «игорном деле прокуроров»: в 2012 году множество СМИ сообщило о его «странной» смерти под колесами подметально-уборочной машины.

### Гибель
В январе 2012 года генерал-лейтенант ГП РФ Геннадий Александрович Нисифоров, заместитель начальника Главного организационно-инспекторского управления — начальник инспекторского управления Генпрокуратуры РФ, при загадочных обстоятельствах был сбит большегрузным автомобилем на пешеходном переходе, Нисифорова сбил «Камаз». На этот счет «Комсомолка» отмечала, что практически в течение года погибли три важных участника «игорного дела». Свидетели утверждали, что генерал сам шагнул под грузовик, глава Серпуховского района Александр Шестун считал, что в какой-то момент у Нисифирова просто сдали нервы, его никто не убивал, Шестун полагал, что Нисифоров просто испугался ответственности за то, что был вынужден скрывать преступления коррумпированных прокуроров, тем более экстардированный из Польши Александр Игнатенко обещал «слить всех» по прибытии на родину.

Игнатенко обещал всех сдать, а Нисифоров был именно тот человек, который еще в 2009 году спас Игнатенко от уголовного преследования.— Владимир Овчинский, программа «Максимум» от 21.01.2012
В той же передаче Владимир Овчинский находил много общего в смертях прокуроров Нисифорова и Сизова.
За месяц до гибели 59-летнего Нисифорова пытались обвинить в изнасиловании работницы прокуратуры, сам генерал, шокированный абсурдной ситуацией, заявлял, что все обвинения — клевета, и ничего подобного он совершить не пытался, через несколько часов после начала расследования заместитель Генерального прокурора России Виктор Гринь отменил постановление СКР РФ о возбуждении дела.

Сам Нисифоров назвал дело «провокацией», высказав предположение, что оно появилось в связи с расследованием участия прокуроров в игорном бизнесе Подмосковья, которым занималось возглавляемое им управление.— «Генерал из Генпрокуратуры умер после наезда КамАЗа», «Би-би-си» от 10 января 2012
Именно генерал Нисифоров руководил проверками прокуроров, подозреваемых СКР в коррупции по игорным делам, а также разбирался в истории с выделением земель дачному товариществу «Силанс», однако, все заключения Нисифорова были в пользу прокуроров.
В 2011 году у Нисифорова появился новый шеф, бывший начальник Главного управления по надзору за следствием Андрей Некрасов, в этой должности Некрасов сменил влиятельнейшего Синдеева, соответственно, Нисифоров являлся заместителем начальника службы собственной безопасности прокуратуры Некрасова.
Нисифорова сбили 9 января 2012 года в 18:25 на Нагатинской набережной; в 21:30 он скончался не приходя в сознание в реанимации клинической больницы № 7. На отпевание генерал-лейтенанта юстиции Геннадия Нисифорова приехал лично его шеф Юрий Чайка. По некоторым данным, Нисифоров переходил дорогу на запрещающий сигнал светофора; следствие не нашло состава преступления в действиях водителя автомобиля, сбившего генерала.